# Даг Гілмор
Дуглас Роберт Гілмор (англ. Douglas Robert Gilmour; 25 червня 1963, м. Кінгстон, Канада) — канадський хокеїст, центральний нападник. Член Зали слави хокею (2011).
Виступав за «Корнуолл Роялс» (QMJHL/ОХЛ), «Сент-Луїс Блюз», «Калгарі Флеймс», «Торонто Мейпл-Ліфс», «Рапперсвіль», «Нью-Джерсі Девілс», «Чикаго Блекгокс», «Баффало Сейбрс», «Монреаль Канадієнс».
В чемпіонатах НХЛ — 1474 матчі (450+964), у турнірах Кубка Стенлі — 182 матчі (60+128).
У складі національної збірної Канади учасник чемпіонату світу 1990 (9 матчів, 1+4), учасник Кубка Канади 1987 (8 матчів, 2+0). У складі молодіжної збірної Канади учасник чемпіонату світу 1981.
Досягнення
- Володар Кубка Канади (1987)
- Володар Кубка Стенлі (1989)
- Учасник матчу всіх зірок НХЛ (1993, 1994).

Нагороди
- Трофей Реда Тілсона — 1983.
- Приз Френка Дж. Селке — 1993.